# Kanariegræs
Kanariegræs (Phalaris) er en slægt af græsser med ca. 13 arter, der er udbredt i Sydamerika, Mellemamerika, Nordamerika, Østasien, Centralasien, Kaukasus, Mellemøsten, Nordafrika og Europa. Det er én- eller flerårige planter med tuedannende eller fladedækkende vækst. Bladene er linjeformede og flade. Ligula er oftest hudagtig og frynset. Småaksene danner endestillede toppe. Småaksene er flade og treblomstrede med to sterile blomster forneden og én frugtbar blomst foroven.
Her beskrives kun de arter, som er vildtvoksende i Danmark, eller som dyrkes her.
| Beskrevne arter |

- Rørgræs (Phalaris arundinacea)
- Almindelig kanariegræs (Phalaris canariensis)

| Andre arter |

- Phalaris amethystina
- Phalaris angusta
- Phalaris aquatica
- Phalaris brachystachys
- Phalaris caroliniana
- Phalaris coerulescens
- Phalaris elongata
- Phalaris minor
- Phalaris paradoxa
- Phalaris platensis
- Phalaris truncata